# Martell (California)
Martell (anteriormente Oneida) es un lugar designado por el censo ubicado en el condado de Amador en el estado estadounidense de California. En el año 2010 tenía una población de 282 habitantes.

## Geografía
Martell se encuentra ubicado en las coordenadas 38°21′43″N 120°48′11″O / 38.36194, -120.80306.